# Coulombs-en-Valois
Coulombs-en-Valois is een gemeente in het Franse departement Seine-et-Marne (regio Île-de-France) en telt 563 inwoners (1999). De plaats maakt deel uit van het arrondissement Meaux.

## Geografie
De oppervlakte van Coulombs-en-Valois bedraagt 21,9 km², de bevolkingsdichtheid is 25,7 inwoners per km².
De onderstaande kaart toont de ligging van Coulombs-en-Valois met de belangrijkste infrastructuur en aangrenzende gemeenten.

## Demografie
Onderstaande figuur toont het verloop van het inwonertal (bron: INSEE-tellingen).

1. ↑  Populations de référence 2022.